# KCON (festival de música)
KCON é uma convenção anual de K-pop realizada nos Estados Unidos e Japão, organizado pela Powerhouse Live, Mnet Media, CJ E&M and Koreaboo. Tudo começou em 2012 sediado no Sul da Califórnia, mas expandiu-se para o Costa Leste e Japão em 2015. Koreaboo revelou a notícia de que em 2016, KCON estaria expandindo para Abu Dhabi, Emirados Árabes Unidos com a data prevista para 25 de março e Paris, França em 2 de junho pela primeira vez.

## Antecedentes e objetivos
KCON é produzido por Powerhouse Live e organizado pelo selo musical e agência de entretenimento sul-coreana Mnet America. Foi criado em 2012 pela empresa de mídia K-Pop, Koreaboo em parceria com a Mnet America e CJ E&M. O objetivo da KCON é estabelecer um principal evento anual que irá melhorar as experiências dos fãs americanos, proporcionando-lhes uma forma acessível para se conectar uns com os outros, bem como com artistas e profissionais da indústria da música K-pop. Durante a KCON '12, Ted Kim da Mnet Media foi entrevistado pelo jornalista Michael Holmes da CNN para discutir sobre a ascensão do K-Pop nos Estados Unidos.
Em 21 de junho de 2016, Euny Hong relatou no Wall Street Journal que os KCONs da America do Norte, apesar de muito popular, estavam em um break-even financeiramente. A CEO americana da CJ E&M Angela Killoren, disse que eles estão mais interessados em um objetivo a longo prazo de aumentar o valor da marca da Coréia do que o ganho de curto prazo. Além disso, em uma conferência de imprensa em julho de 2016 de Shin Hyung-kwan, presidente de conteúdos de negócios da CJ E&M Mnet, disse, "KCON, que foi realizada em Abu Dhabi, em março de 2016, Japão em abril do mesmo ano, e Paris no início de julho de 2016, não é apenas sobre ganhar dinheiro. Os números são importantes, mas o que é mais importante é as potencialidades criadas pelo evento para os próximos cinco, 10 e 20 anos." Shin acrescentou que os objetivos da empresa estavam a aumentar o crescimento de produtos e serviços para o mercado global, expandindo parcerias com pequenas e médias empresas coreanas.

## Historia

### 2012
KCON '12 foi realizado em 13 de outubro, no Verizon Wireless Amphitheatre em Irvine, Califórnia. Os artistas convidados para se apresentar incluem 4Minute, B.A.P, EXO-M, NU'EST, VIXX e G.NA. Jeff Yang do The Wall Street Journal relatou que KCON '12 atraiu mais de 10.000 pessoas.

### 2013
KCON '13 foi realizado de 24 à 25 de agosto, no Los Angeles Memorial Sports Arena. A programação incluiu os artistas de K-pop EXO (K & M), 2PM, Teen Top, f(x), G-Dragon, Crayon Pop, Dynamic Duo, Yu Seung Woo e DJ Koo. Ele também incluiu a rapper Missy Elliott, que é destaque em um dos singles de G-Dragon. Henry Lau se apresentou e falou em um painel.

### 2014

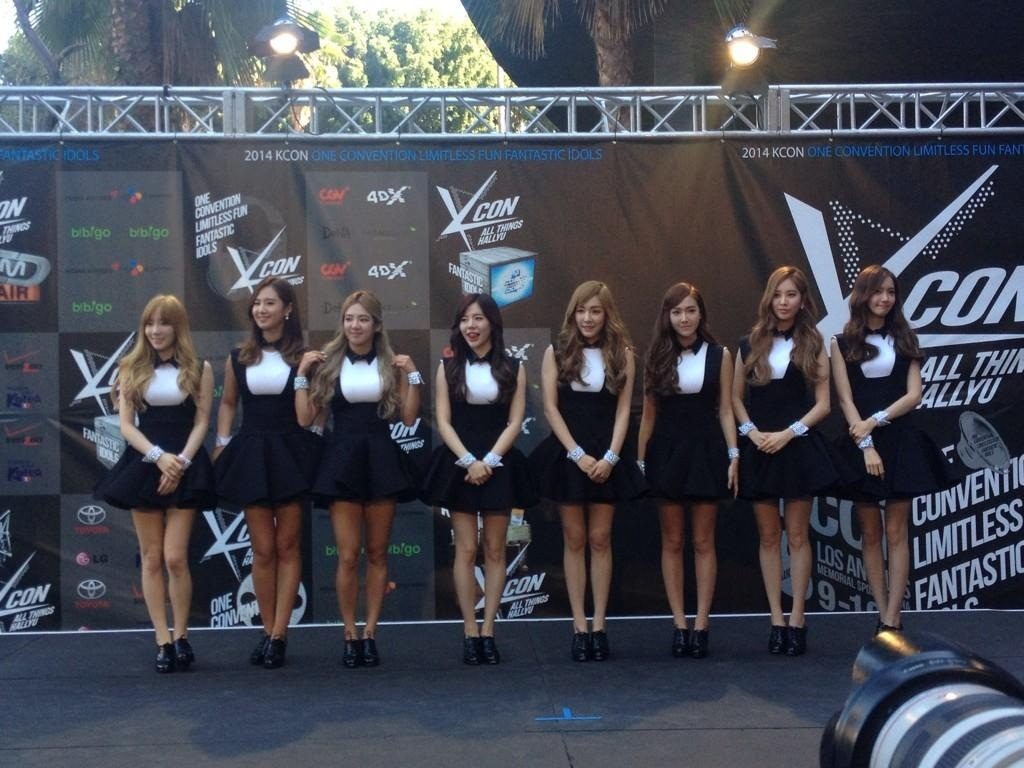
Girls' Generation no tapete vermelho do KCON'14.

KCON '14 foi realizado em 9-10 de agosto, voltou para eus segundo ano no Los Angeles Memorial Sports Arena. A programação programaçã incluiu B1A4, BTS, CNBLUE, G-Dragon, Girls' Generation, IU, Jung Joon-young, Spica, Teen Top e VIXX. Convidados em destaque incluiu Lee Seung-gi, Lee Seo-jin, Yoo In-na, Nam Gyu-ri, Kim ji-seok e Eric Nam, que organizou entrevistas no tapete vermelho, filmadas por Viki. DramaFever documentou o tapete vermelho, explicando as Sooyoung, do Girls' Generation que estava filmando um drama. NBC News entrevistuo o colunista Jeff Benjamin do Billboard K-Town, o jornalista-autor Euny Hong, e as integrantes do Girls' Generation Seohyun e Tiffany para responder "o que é K-pop". Em resposta a Fusion TV, a co-gerente de projeto do KCON, Angela Killoren disse, "ainda há neste sentido que, eu sou o fã, e eu sou o único fan, ou eu m um dos muito poucos, e estes são meus artistas, você tem essa incrível sensação de - você descobri-los, e que são eles próprios".
Os dois concertos noturnos foram mostrados no programa de televisão a cabo, M! Countdown, "2 Noites em LA", transmitido na Mnet América nos EUA e em vários países. Danny Im do show da Mnet America, "Danny From LA", recebeu os concertos, juntamente com Dumbfoundead, Jung Joon-young, Tiffany e  Lee Seung-gi. "DFLA", em sua terceira temporada, filmou uma gravação ao vivo do show, durante a convenção.
Para o evento, a Mnet America começou uma nova web-séries, "KCON EXPERIENCE 2014", com vários episódios, incluindo filmagens de chegada das estrelas no aeroporto de Los Angeles, as atividades de bastidores, e painéis do fim de semana, reuniões fã. A convenção incluiu um mercado ao ar livre, pista de caminhão de alimentação, um mini 4DX teatro, e área de palco aberto; com painéis e workshops sobre música, k-dramas, e-sports, estilos coreografia, composição, tendências de cabelo; e como cobrado, "todas as coisas Hallyu". O canal coreano de jogos Ongamenet (OGN) também organizou um "League of Legends Champion Festival", um evento que envolveu a equipe coreana CJ Entus Frost e a equipe americana Cloud 9.
A convenção dobrou o atendimento em relação ao ano anterior, com 42.000 presentes. Desses 42.000, quase 40 por cento veio de fora da Califórnia, a maioria eram meninas, e menos de 10 por cento eram coreanas.

### 2015

#### Saitama, Japão: 22 de abril

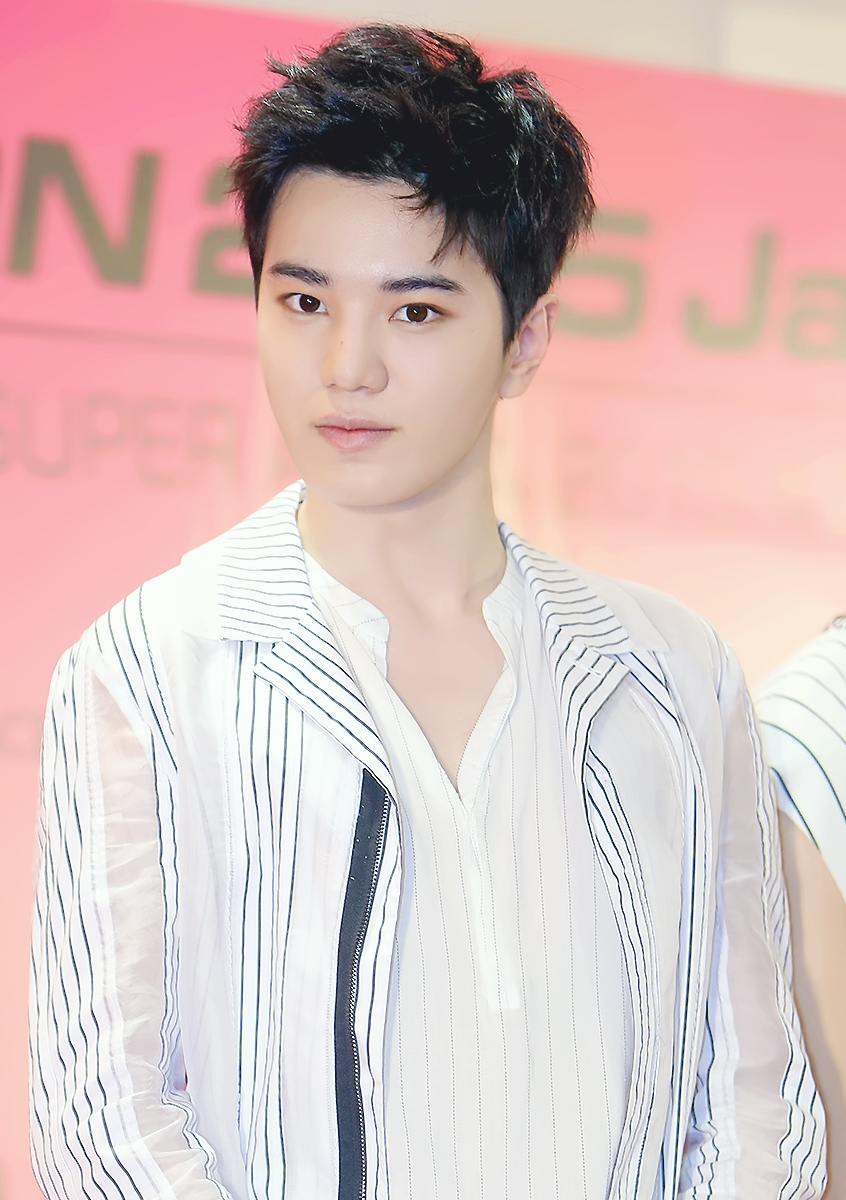
Lee Sung-jong na Conferência De Imprensa do KCON '15 em Saitama.

KCON '15 expandiu para fora dos Estados Unidos pela primeira vez e foi realizada no Japão no Saitama Super Arena. O vocalista coreano-japonês do M.I.B Kangnam foi o embaixador de eventos. A convenção caracterizou artistas como CODE-V, High4, Shu-I, Tahiti e 5tion. Performances no palco principal incluiu Got7, Super Junior, Kangnam, My Name, Lovelyz, Block B, Sistar, Infinite, B1A4, Jun K e Supernova.
O jornalista freelance Patrick St. Michel, que viveu no Japão durante anos, cobriu o evento para MTV Iggy, elogiando a ânsia dos fãs entusiasmados (15.000 no concerto), e KCON 15 como um meio para ajudar a suavizar o relacionamento longo e complicado entre o Japão e a Coreia do Sul.

#### Los Angeles: 31 de julho - 2 de agosto
Em 17 de abril de 2015, KCON disse que a convenção de California iria expandir a um evento de três dias, e gostaria de mover-se do Los Angeles Memorial Sports Arena para L.A. Live e o Staples Center em Downtown Los Angeles.
A convenção foi precedida, com reportagens sobre o drama e estrelas de cinema, a People entrevistou o "galã coreano" Kim Soo-hyun, e The Hollywood Reporter foram responsáveis por Kim (My Love from the Star), o coreano-americano Ki Hong Lee (The Maze Runner, um dos People’s "Sexiest Men Alive"), os americanos Daniel Henney (Criminal Minds: Beyond Borders) e Son Ho-jun (Reply 1994); bem como sessões de teatro encabeçadas pelo escritor Park Ji-eun (produtor de My Love From Another Star) e o diretor Jin Hyuk (Master's Sun, Doctor Stranger). O ator Son Ho-jun e o diretor Go Min-gum de "Mr. Baek the Homemade Food Master" apareceram na sala de projeção co-patrocinado por DramaFever de tendências de K-dramas.
A mídia inglesa sul-coreana Yonhap chamou a line-up de "alguns dos melhores artistas K-pop." Ela incluiu AOA, Block B, Crush, Got7, Monsta X, Red Velvet, Roy Kim, Shinhwa, Sistar, Super Junior e Zion.T. Getty Images capturou fotos de Kim Soo-hyun, Eric Nam, e muitos dos artistas musicais, identificando individualmente cada nome dos grupos femininos AOA, Red Velvet e SISTAR.
A Billboard observou o novo grupo de Monsta X após o seu desempenho, como um "ponto quente no lineup da KCON", referindo-se a uma resposta da audiência semelhante ao mais recente grupo da KCON'14, BTS, um grupo que continuou a fazer uma turnê com ingressos esgotados nos EUA um ano depois. A Billboard deu comentários positivos detalhados para os concertos, e entrevistou Red Velvet e Got7.
O Los Angeles Times revisou a etapa de domingo, "concerto mais importante do ano para uma das músicas mais fascinantes do mundo e cenas culturais." A fan base do "Mega-group" Super Junior, os "ELFs", foram notados pela mídia, usando seus chifres do diabo azul, com uma fan de 23 anos que descreve que, quando ela estava triste, só de olhar para o Super Junior ficava muito feliz. Fusion TV nomeou sete de suas "declarações de moda favoritos da KCON" de bandas do espetáculo.
Outro jornal sul-coreano de língua inglesa The Korea Times intituluo, "K-pop comprova-se uma porta de entrada para a Coreia do Sul pelo KCON", e entrevistou dois fans "mais velhos", com idades entre 28 e 31 anos, cujo interesse em K-pop e K-dramas levou-os a outras participações na cultura coreana (tecnologia, produtos para a pele, alimentação e moda). Como nos anos anteriores, a convenção tentou satisfazer os participantes, com o Instituto com base na língua coreana ajudando fãs a escreverem mensagens de amor e apoio para as suas estrelas favoritas em coreano. O organizador do KCON Killoren reiterou que a convenção não era apenas música, mas mais "uma convenção, um concerto, conteúdo, uma conversa."
O portal do governo da Coreia do Sul Korea.net afirmou que 120 pequenas e médias empresas montaram estandes, e incluiu fotos tiradas por Small and Medium Business Administration.  Eles disseram: "Angelenos têm mostrado seu forte entusiasmo por todas as coisas coreanas."

#### New York: 8 de agosto
KCON '15 fez planos para expandir a New York City, fora do Sul da Califórnia nos EUA pela primeira vez, com o anúncio de 24 de abril eles se tornariam bi-costeira, não exatamente em Nova York, mas no Prudential Center em área metropolitana de Nova York, no Newark, NJ, uma semana depois da data de LA.
Um dia antes da abertura, a Vogue discutiu a moda e designers favoritos com AOA e VIXX, quanto mais tarde mantido ocupado com um "showcase" em Orlando, Florida. Vogue disse aos fãs da Costa Leste de K-pop para "alegrar-se ... convenção de cultura pop coreana vem para Nova York pela primeira vez neste fim de semana, trazendo quatro dos atos principais do país nos EUA", e " Mantenha seus olhos e ouvidos para as canções ágil e movimentos de dança lisos, mas acima de tudo, para as tendências coloridas de moda." Depois de focar na moda dos ídolos em L.A., a Fusion TV compartilhou modas caseiras e desenhados de fãs da Costa Leste.
Killoren disse a Fusion TV que os fãs estão ansiosos para aprender o máximo possível sobre os seus ídolos, de modo a convenção tenta fornecer este, através de sessões de Q&A com artistas por emcees e "Hi-touchs" ou high five entre os fãs e membros da banda. A Korean Cultural Service New York (KCSNY) combinou sua quinta competição anual de canto e dança K-pop (com audições realizadas em todo o mundo) com KCON, para um pré-show de seis finalistas. O grupo de Washington Heights, The Class, ganhou com um desempenho de "Hyde", do VIXX, viajando para a Coreia do Sul para representar os EUA no K-Pop World Festival.
Teen Top foi o primeiro grupo a se apresentar por três anos consecutivos, juntamente com Girls' Generation, AOA e VIXX. Avaliação da Billboard em comparação ao concerto e convenções ao inaugural KCON'12 em Irvine, Califórnia, apontando para menos atos musicais deste ano, mas uma convenção semelhante, e deu indicação de que isso se torne um "grampo Costa Leste." The New York Times disse: "As lágrimas começaram logo que Teen Top acenou Olá", e entrevistou fãs apaixonados, alguns que alinharam para o concerto às 2:00 a.m, e participou tanto o Oeste quanto Costa Leste. Eles descreveram os fãs que usam limpador facial usado pela atriz Song Ji-hyo do show de variedades Running Man; e de acordo com DramaFever, assistir a mais de 53,9 horas por vídeos ao mês, em comparação com cerca de 10,7 horas para Netflix usuários, são 85 por cento não-asiática, e na sua maioria mulheres com idades entre 18 a 24.
Fuse TV disse que os participantes da convenção foram representados por toda a demografia racial, "as mulheres não superam os homens da maneira que você normalmente vê em uma convenção de música pop", e "adolescentes estavam fora em pleno vigor, mas não a maioria."

#### Jeju, Coreia do Sul: 6–7 de Novembro

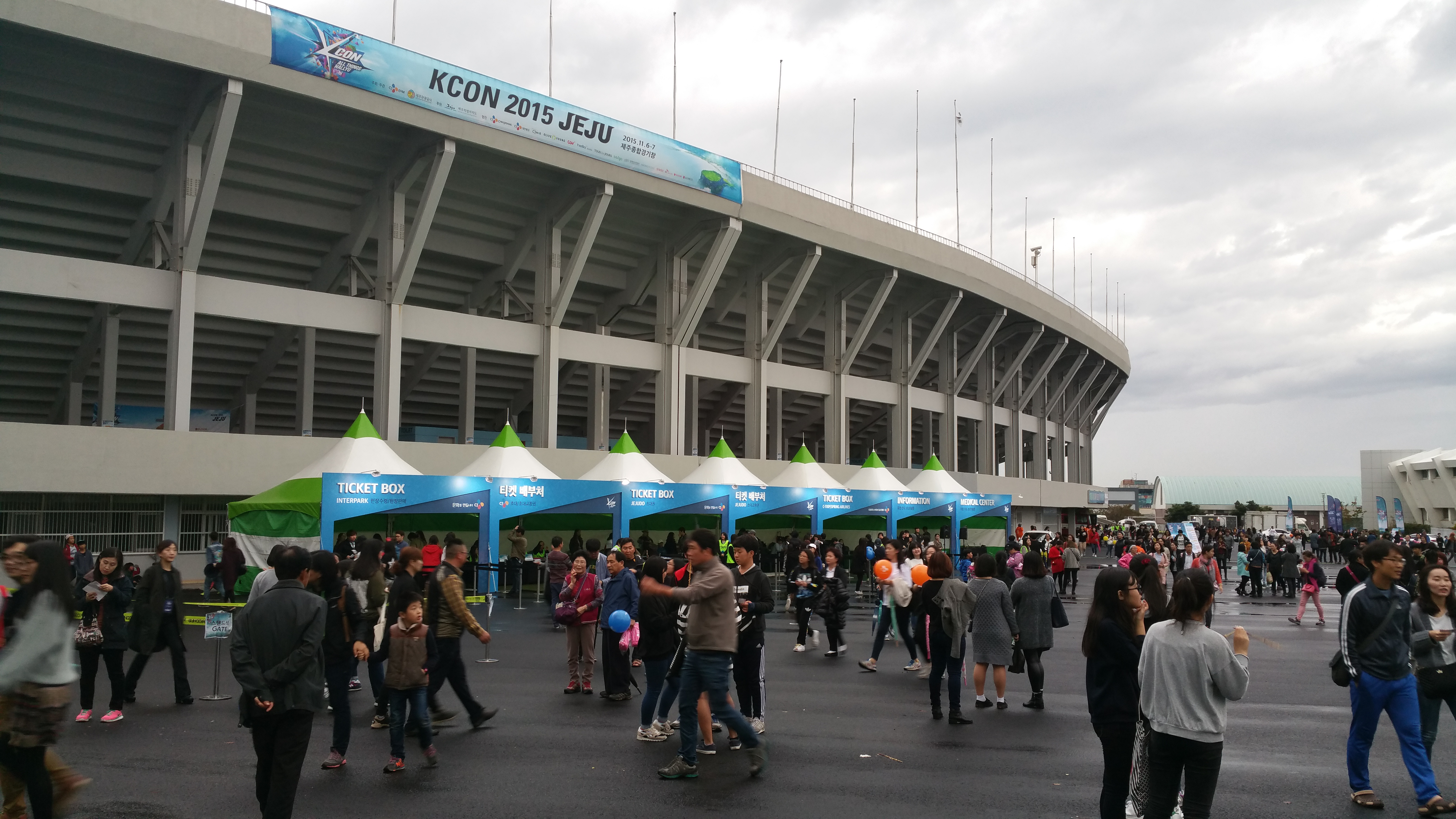
KCON '15 Jeju Stadium.

Em novembro, KCON realizou a sua primeira convenção nacional e concertos de 2 dias na ilha sul-coreana de Jeju. Performances solo diárias foram realizadas na fase de salão de convenções, e um concerto no estádio principal na segunda noite, com a line-up, incluindo Shinhwa, Roy Kim, Block B, SG Wannabe, SPICA, Kangnam, Poten, Park Boram (solista do Superstar K2), Oh My Girl, Shin Seung-hun, Teen Top, Day6, Paloalto, Mamamoo, Sonamoo e Chen Zi Tong.
A Organização Turismo de Jeju e CJ E&M disse que o evento foi programado na esperança de revitalizar a economia local, atraindo mais turistas para a ilha.

#### Audiência total de 2015
Até o final de agosto o atendimento total da KCON'15 para os EUA e no Japão foi de 90.000; os três dias de L.A. tinha 58.000 presenças e os dois concertos no Staples Center com uma multidão de 28.000 fãs e Vendas Brutas de $2.055.800, total da Newark foi de 17.000, e Saitama 15.000.
Em novembro, o total de atendimento anual cresceu para 107.000, com a adição das datas de Jeju, com cerca de 17.000 participantes.

### 2016

#### Abu Dhabi, Emirados Árabes Unidos: 25 de março
KCON '16 anunciou seu primeiro evento realizado em Abu Dhabi, Emirados Árabes Unidos em 25 de março. A lista de estrelas de K-pop para incluiu: BTS, Taeyeon, Kyuhyun, Monsta X, SS301, Ailee e SPICA

#### Chiba, Japão: 9–10 de abril
KCON '16 foi anunciado para seu primeiro evento em Chiba, Japão.

#### Paris, França: 2 de junho
KCON '16 anunciou antecipadamente para a Europa com um evento pela primeira vez em Paris, França. Os ingressos se esgotaram em minutos. Sua Excelência, Park Geun-hye também estava presente durante o concerto em homenagem ao 130º aniversário de relações diplomáticas entre França e Coreia do Sul. A lista de estrelas do K-pop incluiu f(x), F.T. Island, SHINee, Block B, I.O.I e BTS.

#### New York: 24–25 de junho
KCON '16 foi anunciado para voltar para um segundo ano para a área de NYC, entre 24-25 de junho, novamente no Prudential Center.

#### Los Angeles: 29–31 de julho
KCON '16 foi anunciado para 29-31 de julho, para o seu quinto aniversário, na Califórnia, e seu quarto em Los Angeles, voltando para seu segundo ano no Staples Center.

## Recepção
Jeff Benjamin, colunista da Billboard K-Town, escreveu que a convenção "bateu cada nota para fornecer um novo olhar sobre um mundo de música ainda a ganhar terreno nos EUA", e com milhares de pessoas de toda a América do Norte assistindo o KCON '12 , a convenção "realmente provou a sua capacidade de passar as barreiras linguísticas e arrancar com o que pode ser uma tradição anual de música." The Orange County Register descreveu o KCON '12 como "Uma invasão K-Pop no dia inteiro no Verizon Wireless Amphitheater".
Em 2014, a Fuse TV de New York disse: "Em apenas três anos, KCON tornou-se uma peregrinação anual para os fãs de K-pop na América. NBC News disse: "Milhares de fãs gritando e as estrelas adoram se reuniram em Los Angeles para KCON, uma celebração da música pop e cultura coreana". Fusion TV de Miami chamou KCON '14 de "a nave-mãe de todos os eventos de cultura coreana neste país", e observou: "os fãs de k-pop pode ser o mais dedicado em todo o mundo". Melissa Block do All Things Considered da NPR disse sobre KCON '14, que "K-pop está aqui para ficar."
Em 2015, Daniel Kreps da Rolling Stone escreveu: "KCON se tornou tão popular nos EUA que até mesmo o fest Los Angeles está se expandindo para um local maior... como atendimento amentou desde o inaugural KCON LA em 2012" e "vai bi-costeira... e de cabeça para Newark", acrescentando: "KCON também sediou sua primeira convenção do Japão." August Brown, do Los Angeles Times escreveu: "Nos seus primeiros anos, muitos se perguntavam se um ato da Coreia do Sul (exceto Psy) poderia impactar e integrar o top-40 pop. Mas depois de assistir a KCON 2015, é claro que é a pergunta errada. Jovens e público amplo de K-pop é o novo mainstream na América."

## Locais e datas
| Data                    | Cidade      | País                   | Local                             | Público | Line-up |
| ----------------------- | ----------- | ---------------------- | --------------------------------- | ------- | --- |
| 13 de outubro de 2012   | Irvine      | Estados Unidos         | Verizon Wireless Amphitheatre     | 10,000  | 4Minute, B.A.P, EXO-M, G.NA, NU'EST, VIXX |
| 24 de agosto de 2013    | Los Angeles | Estados Unidos         | Los Angeles Memorial Sports Arena | 20,000  | 2AM, Dynamic Duo, EXO (K & M), F(x) (com DJ Koo), G-Dragon, Crayon Pop, Henry Lau, Missy Elliott, Teen Top, Yu Seung Woo (com Heejun Han)                                                            |
| 25 de agosto de 2013    | Los Angeles | Estados Unidos         | Los Angeles Memorial Sports Arena |         | 2AM, Dynamic Duo, EXO (K & M), F(x) (com DJ Koo), G-Dragon, Crayon Pop, Henry Lau, Missy Elliott, Teen Top, Yu Seung Woo (com Heejun Han)                                                            |
| 9 de agosto de 2014     | Los Angeles | Estados Unidos         | Los Angeles Memorial Sports Arena | 42,000  | G-Dragon, B1A4, IU, Teen Top, VIXX |
| 10 de agosto de 2014    | Los Angeles | Estados Unidos         | Los Angeles Memorial Sports Arena | 42,000  | SNSD, BTS, CNBLUE, Jung Joon-young, Spica |
| 22 de abril de 2015     | Saitama     | Japão                  | Saitama Super Arena               |         | Palco ao ar livre: 5tion, CODE-V, High4, Shu-I, Tahiti |
| 22 de abril de 2015     | Saitama     | Japão                  | Saitama Super Arena               | 15,000  | M! Countdown: Block B, B1A4, Boyfriend, GOT7, Infinite, Jun. K, Kangnam, Lovelyz, My Name, Nicole, Sistar, Supernova                                                                                 |
| 1 de agosto de 2015     | Los Angeles | Estados Unidos         | Staples Center                    | 58,000  | GOT7, Monsta X, Roy Kim, Sistar, Super Junior |
| 2 de agosto de 2015     | Los Angeles | Estados Unidos         | Staples Center                    | 58,000  | AOA, Block B, Red Velvet, Shinhwa, Zion.T & Crush |
| 8 de agosto de 2015     | New York    | Estados Unidos         | Prudential Center                 | 17,000  | Girls' Generation VIXX, AOA, Teen Top |
| 6–7 de novembro de 2015 | Jeju        | Coreia do Sul          | Jeju Stadium                      | 17,000  | Convenção DAY6, Park Boram, Paloalto, Sonamoo, Mamamoo, Poten, Roy Kim, Oh My Girl Concerto no Estádio Block B, Kangnam, Teen Top, SPICA, Roy Kim, Chen Zi Tong, SG Wannabe, Shin Seung-hun, Shinhwa |
| 25 de março de 2016     | Abu Dhabi   | Emirados Árabes Unidos | Yas Island - DU ARENA             | 8,000   | BTS, Taeyeon, Kyuhyun, Double S 301, Ailee, Monsta X, SPICA |
| 9 de abril de 2016      | Chiba       | Japão                  | Makuhari Messe                    | 33,000  | AOA, Kim Sung-kyu, Lovelyz, Monsta X, Nicole, N.Flying, WINNER |
| 10 de abril de 2016     | Chiba       | Japão                  | Makuhari Messe                    | 33,000  | 2PM, Boyfriend, TWICE, Block B, DAY6, Jun Jin, Heize |
| 2 de junho de 2016      | Paris       | França                 | AccorHotels Arena                 | 18,476  | BTS, Block B, SHINee, F.T. Island, f(x), I.O.I |
| 24 de junho de 2016     | New York    | United States          | Prudential Center                 | 40,000  | Ailee, BtoB, Crush + Dynamic Duo, Seventeen |
| 25 de junho de 2016     | New York    | United States          | Prudential Center                 | 40,000  | BTS, DAY6, Eric Nam, Mamamoo |
| 30 de julho de 2016     | Los Angeles | United States          | Staples Center                    | 76,000  | Block B, DΞΔN, Amber, GFriend, I.O.I, SHINee, Turbo |
| 31 de julho de 2016     | Los Angeles | United States          | Staples Center                    | 76,000  | ASTRO, BTS, Davichi, Eric Nam, Girls' Generation-TTS, Monsta X, TWICE |